# Алістер Берт
Алістер Джеймс Гендрі Берт (англ. Alistair James Hendrie Burt; нар. 25 травня 1955, Бері, Англія) — британський політик-консерватор. Він є членом парламенту з 1983 по 1997 і з 2001, Державний міністр охорони здоров'я з травня 2015.
Він закінчив Коледж Сент-Джонс в Оксфорді, де він був президентом Товариства правників. Берт став адвокатом у 1980 році і входив до Ради боро Герінгей у Лондоні.
Одружений, має двох дітей.